# Nicolau Breyner

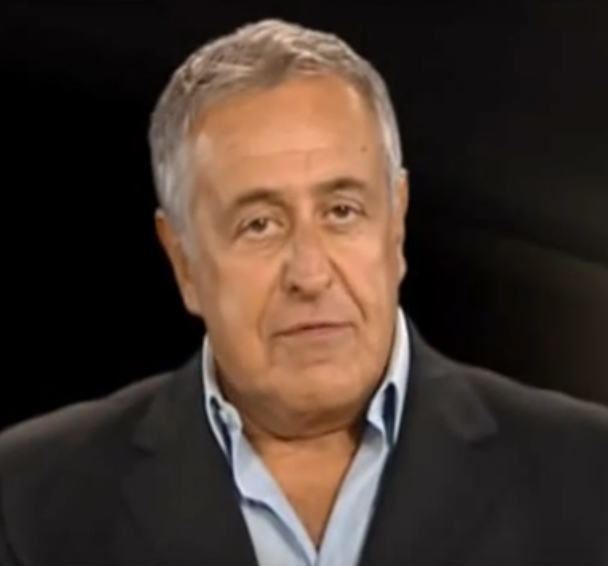
Nicolau Breyner, 2013

João Nicolau de Melo Breyner Moreira Lopes (* 30. Juli 1940 in Serpa; † 14. März 2016 in Lissabon) war ein portugiesischer Schauspieler, Drehbuchautor und Regisseur.

## Leben
Nicolau Breyner wurde als Sohn von Nicolau Moreira Lopes (1915–1965) und Augusta Pereira da Silva de Mello Breyner Pereira (1920–2003) geboren. Er war Cousin der portugiesischen Schriftstellerin Sophia de Mello Breyner Andresen, ihre Mütter waren Schwestern.
Er schrieb sich 1959 am Lissabonner Nationalkonservatorium ein, um Tenor zu werden, doch wechselte er bald in das Schauspielfach. Noch als Schüler spielte er erste Rollen am Theater (Teatro Nacional Popular). 1962 bekam er ein Engagement am Teatro Monumental, womit seine erfolgreiche Laufbahn als Schauspieler des Revuetheaters begann. Neben ersten Filmrollen engagierte er sich dann zunehmend im Fernsehen, wo die RTP ihm neben Fernsehfilmrollen auch erste eigene Shows gab. 1982 schrieb er das Drehbuch zu der ersten portugiesischen Telenovela, Vila Faia, in der er auch selbst mitspielte.
Er wurde in vielen verschiedenen Bereichen der Fernseh- und Kinoproduktion tätig. So führte er Regie bei Fernsehserien, Kino- und Fernsehfilmen, schrieb Drehbücher für Fernsehserien und produzierte Fernsehserien und Filme. Während seiner Laufbahn trat er auch als Entertainer und Moderator auf, sowohl im Fernsehen als auch auf Galas, in Casinos und bei anderen gesellschaftlichen Veranstaltungen. In den 1960er und 70er Jahren trat er auch als Pop- und Rock-Sänger auf und veröffentlichte Schallplattenaufnahmen.
Breyner war einer der meistbeschäftigten Schauspieler des Landes, sowohl im Fernsehen als auch im portugiesischen Film. Er erhielt den Globo de Ouro zu drei verschiedenen Anlässen als Bester Schauspieler (Kiss Me 2004, O Milagre segundo Salomé 2004 und Os Imortais 2003).
2005 verlieh ihm Portugals Staatspräsident Jorge Sampaio den Portugiesischen Verdienstorden im Großoffiziersrang.
2009 überstand er eine Prostata-Krebserkrankung. Nachdem er seine Produktionsfirma NBP verkauft hatte, die die produktivste Fernsehproduktionsfirma in Portugal geworden war, erschien 2010 die in Zusammenarbeit mit ihm entstandene Biografie Nicolau Breyner – É melhor ser alegre que ser triste („Nicolau Breyner – Es ist besser fröhlich als traurig zu sein“). Auf Seite 48 des Buches kündigte er an, sich wieder dem Theater als seiner eigentlichen Berufung zuzuwenden, nachdem er lange Zeit nur vor Fernseh- und Filmkameras gestanden hatte und zunehmend nur mit der Führung seiner Produktionsfirma beschäftigt gewesen war.
Am 14. März 2016 starb Nicolau Breyner im Alter von 75 Jahren in Lissabon an einem Herzinfarkt.
Posthum verlieh ihm Portugals Staatspräsident Marcelo Rebelo de Sousa am 9. September 2016 den Orden des Infanten Dom Henrique im Großoffiziersrang.

## Filmografie

### Kino
- 1961: Raça; R: Augosto Fraga
- 1962: O Elixir do Diabo; R: Thor L. Brooks
- 1962: Dom Roberto; R: Ernesto de Sousa
- 1962: O Milionário; R: Perdigão Queiroga
- 1963: O Parque das Ilusões; R: Perdigão Queiroga
- 1964: A Canção da Saudade; R: Henrique Campos
- 1964: Pão, Amor e… Totobola; R: Henrique Campos
- 1965: In den Fängen der schwarzen Spinne (The Secret of My Success); R: Andrew L. Stone
- 1967: Operação Dinamite; R: Pedro Martins
- 1967: Sarilhos de Fraldas; R: Constantino Esteves
- 1968: Um Campista em Apuros; R: Herlander Peyroteo
- 1969: Bonança & C.a; R: Pedro Martins
- 1969: O Diabo era Outro; R: Constantino Esteves
- 1970: O Destino Marca a Hora; R: Henrique Campos
- 1974: Derrapagem; R: Constantino Esteves
- 1974: Malteses, burgueses e às vezes …; R: Artur Semedo
- 1975: O Princípio da Sabedoria; R: António de Macedo
- 1977: Liebesbriefe einer portugiesischen Nonne; R: Jesus Franco
- 1982: A Vida É Bela?!, R: Luís Galvão Teles
- 1984: Crónica dos Bons Malandros; R: Fernando Lopes
- 1986: O Barão de Altamira; R: Artur Semedo
- 1992: Ladrão Que Rouba a Anão Tem Cem Anos de Prisão (Kurzfilm); R: Jorge Paixão da Costa
- 1992: Auf Wiedersehen, Prinzessin (Adeus Princesa); R: Jorge Paixão da Costa
- 1993: Encontros Imperfeitos; R: Jorge Marecos Duarte
- 1993: Fluchtpunkt (O Fio do Horizonte); R: Fernando Lopes
- 1995: Erklärt Pereira; R: Roberto Faenza
- 1999: Jaime; R: António-Pedro Vasconcelos
- 1999: Inferno; R: Joaquim Leitão
- 2003: Os Imortais; R: António-Pedro Vasconcelos
- 2004: O Outro Lado do Acro-Íris; R: Gonçalo Galvão Teles
- 2004: O Milagre segundo Salomé; R: Mário Barroso
- 2004: Kiss Me; R: António da Cunha Telles
- 2005: O Crime do Padre Amaro; R: Carlos Coelho da Silva
- 2007: Antes de Amanhã: R: Gonçalo Galvão Teles
- 2007: O Mistério da Estrada de Sintra; R: Jorge Paixão da Costa
- 2007: A Escritora Italiana; R: André Badalo
- 2007: Atrás das Nuvens; R: Jorge Queiroga
- 2007: Corrupção; (R: João Botelho, nicht von ihm gezeichnet)
- 2007: Call Girl; R: António-Pedro Vasconcelos
- 2008: Arte de Roubar; R: Leonel Vieira
- 2009: Contrato (auch Regie)
- 2009: Second Life; R: Miguel Gaudêncio, Alexandre Valente
- 2009: O Último Condendado à Morte; R: Francisco Manso
- 2009: Budapest; R: Walter Carvalho
- 2009: Duas Mulheres; R: João Mário Grilo
- 2010: A Bela e o Paparazzo; R: António-Pedro Vasconcelos
- 2012: País do Desejo; R: Paulo Caldas
- 2012: A Teia de Gelo (auch Regie)
- 2013: Nachtzug nach Lissabon; R: Bille August
- 2013: 7 Pecados Rurais (auch Regie)
- 2014: Virados do Avesso, R: Edgar Pêra (2015 auch Fernseh-Dreiteiler)
- 2014: Os Gatos Não Têm Vertigens; R: António-Pedro Vasconcelos
- 2016: Vor der Morgenröte, R: Maria Schrader

### Fernsehen (Auswahl)
- 1965: A Menina Feia
- 1965: Cruzeiro de Férias
- 1969: Trilogia das Barcas
- 1971: O Anfitrião ou Júpiter e Alcmena
- 1975: Sr. Feliz E Sr. Contente (Fernsehserie)
- 1975: Nicolau no País das Maravilhas (Fernsehserie)
- 1977: A Feira (Fernsehserie)
- 1978: O Príncipe Azul
- 1979: O Espelho dos Acácios (Fernsehserie)
- 1981: Gervásio não Vai ao Ginásio (Fernsehserie)
- 1982: Vila Faia (Fernsehserie)
- 1982: Gente Fina É Outra Coisa (Fernsehserie)
- 1983–1984: Origens (Fernsehserie, auch Regie)
- 1986: Palavras Cruzadas (Fernsehserie)
- 1988: Passerelle (Fernsehserie)
- 1988: Daqui Fala o Morto (auch Produzent und Regie)
- 1988: Eu Show Nico (Fernsehserie)
- 1990: Euronico (Fernsehserie)
- 1990: O Cacilheiro do Amor (Fernsehserie, auch Regie)
- 1990: O Posto (Fernsehserie)
- 1991: Napoléon et l’Europe (Fernsehserie)
- 1991: Maxime et Wanda: Une révolution clé en main
- 1992–1993: Cinzas (Fernsehserie, auch Regie)
- 1993–1994: Verão Quente (Fernsehserie, auch Regie)
- 1993–1996: Nico d’Obra (Fernsehserie)
- 1995–1996: Primeiro Amor (Fernsehserie)
- 1996: Vidas de Sal (Fernsehserie, auch Produzent)
- 1996–1997: Reformado e Mal Pago (Fernsehserie)
- 1996–1997: Polícias (Fernsehserie)
- 1998–1999: Uma Casa em Fanicos (Fernsehserie)
- 2000: Con(s)certos na Cave (Fernsehserie, auch Regie)
- 2000: Conde de Abranhos (Fernsehserie)
- 2001: Bernadette von Lourdes (Lourdes)
- 2001: Odisseia na Tenda
- 2002: Fúria de Viver (Fernsehserie)
- 2003: O Meu Sósia E Eu
- 2003: O Jogo (Fernsehserie)
- 2003–2004: Santos da Casa (Fernsehserie, auch Regie)
- 2004: A Ferreirinha (Fernsehserie)
- 2005: João Semana (Fernsehserie)
- 2005: Pedro e Inês (Fernsehserie)
- 2006: Quando os Lobos Uivam (Fernsehserie)
- 2006: Regresso a Casa (2006)
- 2006–2008: Aqui Não Há Quem Viva (Fernsehserie, auch Regie)
- 2007: Vingança (Fernsehserie)
- 2007–2008: Resistirei (Fernsehserie)
- 2008: Floribella (Fernsehserie, eine Folge)
- 2008: Flor do Mar (Fernsehserie)
- 2009: Equador (Fernsehserie)
- 2009: Morangos Com Açúcar (Fernsehserie)
- 2009–2010: Meu Amor (Fernsehserie)
- 2011: Barcelona, ciutat neutral (Fernsehserie)
- 2012: A Casa é Minha (Fernsehserie)
- 2011–2012: Compadres (Fernsehserie)
- 2012: Orfã do Passado (Fernsehfilm)
- 2012: Louco Amor (Fernsehserie)
- 2012: Família Açoreana (Fernsehserie, auch Regie)

## Drehbuch
- 1975: Sr.Feliz e Sr.Contente (Fernsehserie)
- 1982: A Vida É Bela?! (Koautor)
- 1982: Vila Faia (Fernsehserie)
- 1982: Gente Fina É Outra Coisa (Fernsehserie)
- 1983: Um Fantasma Chamado Isabel (Fernsehfilm, auch Produzent)
- 1983–1984: Origens (Fernsehserie)
- 1988: Daqui Fala o Morto (Fernsehfilm)
- 1990: Nem o Pai Morre Nem a Gente Almoça (Fernsehserie)
- 1990: Eureonico (Fernsehserie)
- 1994: Com Peso e Medida (Fernsehserie)
- 1995: Malta Gira (Fernsehserie)
- 1995: Falhas e Fífias (Fernsehserie)
- 2000: João Nicolau Breyner (Fernsehserie)
- 2011: Compadres (Fernsehserie)
- 2012: A Teia de Gelo (auch Regie)
- 2012: Família Açoreana (Fernsehserie)